# Љубица Живковић
Љубица Живковић (Београд, 1952) српски је вокални педагог и бивша оперска солисткиња, мецосопран. Препозната је као један од најутицајнијих педагога у Србији, чији су ученици остварили запажене каријере у земљи и иностранству. Оснивач је Међународног такмичења соло певача „Лазар Јовановић” и вокалног ансамбла "Оперетика", значајних педагошко-извођачких пројеката за младе оперске певаче.

## Образовање и рана каријера
Љубица Живковић је своје музичко образовање започела у Музичкој школи "Јосип Славенски", где је истовремено завршила два одсека: за музичку теорију и за соло певање. Након тога, наставила је студије на Факултету музичке уметности у Београду, такође на два одсека. Дипломирала је на одсеку за соло певање у класи професорке Радмиле Смиљанић.
Овакав двоструки образовни пут, који обухвата и теоријску и извођачку праксу, обликовао је њен холистички приступ музици и педагогији.
Током студија, била је истакнута солисткиња хора "Collegium Musicum", са којим је наступала на бројним европским сценама. Такође је, у сарадњи са Музичком омладином, одржала више од стотину концерата у оквиру циклуса „Млади за младе“, стичући значајно сценско искуство.

## Оперска каријера
Непосредно по завршетку студија, Љубица Живковић је постала солисткиња Опере Народног позоришта у Београду. У овој кући је провела тринаест сезона, поставши један од носећих чланова ансамбла. За то време, остварила је улоге у 360 оперских представа.
Њен репертоар је био широк и обухватао је неке од најзначајнијих улога оперске литературе, као што су улоге у операма Травијата, Кармен, Севиљски берберин, Борис Годунов, Конзул, Кћи пука, Пикова дама и Продана невеста.
Поред матичне сцене, гостовала је као солисткиња у оперским кућама у Љубљани и Новом Саду. Остварила је и улогу у филмској адаптацији опере Борис Годунов, где је сарађивала са италијанским басом Руђером Раимондијем. Паралелно са оперском каријером, 23 године је била и солисткиња Уметничког ансамбла ЈНА, са којим је такође имала бројне концерте у земљи и иностранству.

## Педагошки рад

### Рад у музичким школама и оснивање Ансамбла "Оперетика"
Педагошку каријеру започела је 1994. године у Музичкој школи "Јован Бандур" у Панчеву, а затим је прешла у Музичку школу "Станковић" у Београду. Године 2004. формирала је и своју класу на Академији лепих уметности у Београду. Такође је учествовала у развоју одсека за соло певање у Музичкој школи "Владо Милошевић" у Бањој Луци.
Године 2000, у Музичкој школи "Станковић", основала је Ансамбл "Оперетика", састављен од њених садашњих и бивших ученика. Ансамбл је служио као платформа за стицање сценског искуства младих певача, а на репертоару је имао дечје опере, програме оперета и мјузикла, оперске арије, као и програм српске музичке баштине "Српско национално благо".

### Међународно такмичење "Лазар Јовановић"
Љубица Живковић је била иницијатор и оснивач Међународног такмичења соло певача "Лазар Јовановић" 2004. године, у оквиру активности Музичке школе "Станковић". Ово такмичење је данас једно од најзначајнијих оперских такмичења за младе таленте у региону.

### Чланство у жиријима и награде
Деценијама је била члан жирија на најважнијим вокалним такмичењима у Србији и региону, попут Међународног такмичења младих музичара „Петар Коњовић“, Републичког такмичења, такмичења „Никола Цвејић“ у Руми и других. За свој рад добила је награду Удружења музичких и балетских педагога Србије (УМБПС) за постигнуте дугогодишње резултате у педагошком раду.

## Наслеђе: "Школа певања Живковић"
Најтрајнији доказ педагошког мајсторства Љубице Живковић је успех њених ученика, који чине неформалну, али препознатљиву "школу певања Живковић". Њени ученици су освојили преко две стотине награда, а многи од њих су данас водећи солисти у оперским кућама у Србији и иностранству.
| Име студента     | Глас        | Кључне афилијације и најзначајнији успеси у каријери                                                                                              |
| ---------------- | ----------- | --- |
| Драгољуб Бајић   | Бас         | Уметнички директор и првак Опере Народног позоришта у Београду; професор на ФМУ. Улоге: Дон Пасквале, Сарастро.                                   |
| Тамара Бањешевић | Сопран      | Међународна каријера: Opéra national de Paris, The Juilliard School, Салцбуршки фестивал, Nationaltheater Mannheim. Улоге: Ђилда, Памина, Попеја. |
| Ненад Ненић      | Баритон     | Солиста Народног позоришта у Београду и Опере и театра Мадленијанум; педагог.                                                                     |
| Небојша Бабић    | Баритон     | Солиста Српског народног позоришта у Новом Саду; богат међународни репертоар.                                                                     |
| Ива Мрвош Анокић | Мецосопран  | Активна на међународној концертној и оперској сцени. Репертоар укључује улоге у операма Кармен и Риголето.                                        |
| Павле Жарков     | Бас-баритон | Солиста Опере Народног позоришта у Београду. |